# Masyw gabrowo-diabazowy Nowej Rudy
Masyw gabrowo-diabazowy Nowej Rudy (masyw gabrowo-diabazowy Nowa Ruda-Słupiec, masyw noworudzki) – niewielka jednostka geologiczna w Sudetach, zbudowana z kilku odmian gabr i diabazów. Przebiega w kierunku NNW–SSE, między Nową Rudą a okolicami Bożkowa na przestrzeni ok. 9 km. Buduje północno-wschodnią część Obniżenia Noworudzkiego i Garb Dzikowca.
W północnej części masywu występują gabra (gabra oliwinowe, troktolity, gabra diallagowe i anortytowe), w centralnej diabazy gruboziarniste a w południowej diabazy drobnoziarniste. Na kontakcie między gabrami a diabazami znajduje się strefa diabazów mylonitycznych.
Geograficznie masyw noworudzki leży w Sudetach Środkowych, natomiast pod względem budowy geologicznej okolice te wchodzą w skład struktury zachodniosudeckiej.
Od północy i północnego wschodu graniczy tektonicznie z rowem Czerwieńczyc, a od zachodu i południowego zachodu z osadami niecki śródsudeckiej. Skały masywu budują część podłoża rowu Czerwieńczyc i, być może, struktury bardzkiej.
Gabra i diabazy były eksploatowane w kilku kamieniołomach. Obecnie czynna jest duża kopalnia diabazu w Dzikowcu, należąca do Śląskich Kruszyw Mineralnych sp. z o.o. i produkująca głównie kruszywa łamane, piasek łamany, grysy, mieszanki itp.